# Taniguchi Kei
Kei Taniguchi (sinh ngày 15 tháng 7 năm 1974) là một cầu thủ bóng đá người Nhật Bản.

## Sự nghiệp câu lạc bộ
Kei Taniguchi đã từng chơi cho Nagoya Grampus Eight.

## Thống kê câu lạc bộ

### J.League
| Đội                  | Năm       | J.League | J.League | J.League Cup | J.League Cup | Tổng cộng | Tổng cộng |
| Đội                  | Năm       | Trận     | Bàn      | Trận         | Bàn          | Trận      | Bàn       |
| -------------------- | --------- | -------- | -------- | ------------ | ------------ | --------- | --------- |
| Nagoya Grampus Eight | 1993      | 5        | 0        | 2            | 0            | 7         | 0         |
| Nagoya Grampus Eight | 1994      | 3        | 0        | 0            | 0            | 3         | 0         |
| Nagoya Grampus Eight | 1995      | 7        | 0        | -            | -            | 7         | 0         |
| Nagoya Grampus Eight | 1996      | 2        | 0        | 0            | 0            | 2         | 0         |
| Tổng cộng            | Tổng cộng | 17       | 0        | 2            | 0            | 19        | 0         |